# Энтойкия

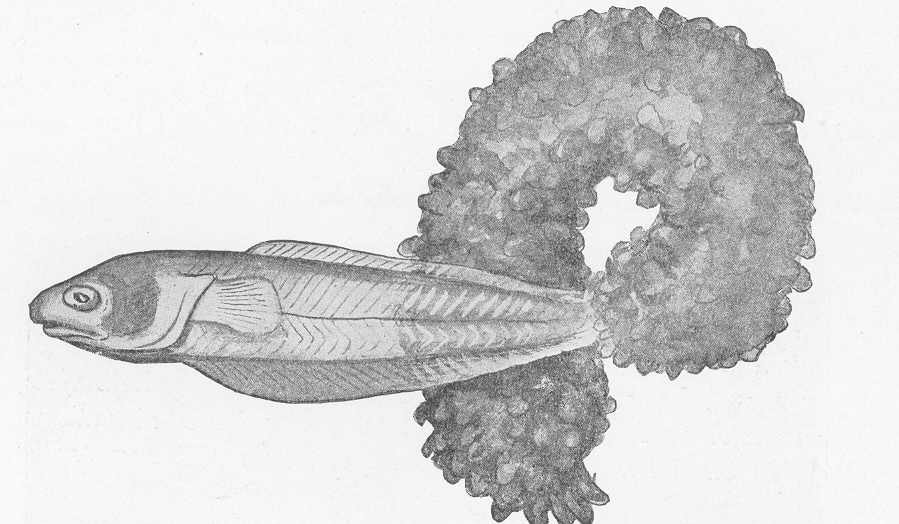
Рыба Carapus acus, выходящая из голотурии

Энтойкия (от греч entos-внутри, oikia- дом или жилище) — форма комменсализма, при которой отдельный организм или группа организмов отдельного вида обитает в теле другого (то есть хозяина) при этом не принося ему вреда или пользы. Подобные взаимоотношения как и некоторые другие формы комменсализма являются переходом между симбиозом и паразитизмом. Примерами энтойкии являются нематоды, поселившейся в задней кишке растительноядной черепахи и питающейся непереваренной пищей хозяйки или рыбы из рода Carapus, которые нашли убежище в клоаке голотурий, но питаются ракообразными вне голотурии.

## Основные характеристики
Энтойкию можно охарактеризовать по совокупности следующих факторов:
- Хозяин обеспечивет защиту комменсала.
- Хозяин обеспечивает кормовую базу комменсала.
- Комменсал получает постоянное жилье.
- Комменсал находится внутри тела хозяина.